# Hjalmar Gustafson (1893–1980)
Carl Hjalmar Gustafson, född 20 maj 1893 i Dädesjö församling, Kronobergs län, död där 10 oktober 1980, var en svensk lantbrukare 
och socialdemokratisk politiker.
Gustafson var ledamot av riksdagens andra kammare från 1934, invald i Kronobergs läns valkrets. Han var även verksam som kommunpolitiker.